# Luciano Manara (sous-marin)
Pour l’article homonyme, voir Luciano Manara.
Le Luciano Manara est un sous-marin de la classe Bandiera en service dans la Regia Marina au début des années 1930 et ayant servi pendant la Seconde Guerre mondiale.
Le navire a été nommé en l'honneur de Luciano Manara (1825-1849), un patriote italien parmi les plus connus du Risorgimento. Il meurt pendant la défense de la république romaine.

## Caractéristiques
La classe Bandiera était une version améliorée et élargie des précédents sous-marins de la classe Pisani. Ils déplaçaient 940 tonnes en surface et 1 097 tonnes en immersion. Les sous-marins mesuraient 69,8 mètres de long, avaient une largeur de 7,3 mètres et un tirant d'eau de 5,26 mètres. Ils avaient une profondeur de plongée opérationnelle de 90 mètres. Leur équipage comptait 53 officiers et soldats.
Pour la navigation de surface, les sous-marins étaient propulsés par deux moteurs diesel FIAT de 1 500 chevaux (1 119 kW), chacun entraînant un arbre d'hélice. En immersion, chaque hélice était entraînée par un moteur électrique Savigliano de 650 chevaux-vapeur (485 kW). Ils pouvaient atteindre 15 noeuds (28 km/h) en surface et 8,2 noeuds (15,2 km/h) sous l'eau. En surface, la classe Bandiera avait une autonomie de 4 750 milles marins (8 800 km) à 8,5 nœuds en surface et 60 milles nautiques (110 km) à 4 nœuds (7,4 km/h) en plongée.
Les sous-marins étaient armés de huit tubes lance-torpilles de 53,3 centimètres (21 pouces), quatre à la proue et quatre à la poupe, pour lesquels ils transportaient au total 12 torpilles. Ils étaient également armés d'un seul canon de pont 102/35 Model 1914 à l'avant de la tour de contrôle (kiosque) pour le combat en surface. Leur armement anti-aérien consistait en deux mitrailleuses Breda Model 1931 de 13,2 mm,.

## Construction et mise en service
Le Luciano Manara est construit par le chantier naval Cantieri Riuniti dell'Adriatico (CRDA) de Monfalcone en Italie, et mis sur cale le 18 février 1928. Il est lancé le 5 octobre 1929 et est achevé et mis en service le 6 juin 1930. Il est commissionné le même jour dans la Regia Marina.

## Historique
Après son achèvement, le Luciano Manara est affecté (avec les trois navires-jumeaux (sister ships)) à la VIe Escadrille de sous-marins de croisière moyenne, basée à Tarente.
Le 26 avril 1931, une cérémonie a eu lieu pour la remise du drapeau de combat, offert par l'Association Bersaglieri en congé.
En 1932, le VIe Escadron devient le VIIe Escadron et en 1934, il redevient le VIe Escadron, bien que son quartier général ait été déplacé à Naples.
À partir de décembre 1936, il participe clandestinement à la guerre civile d'Espagne avec quatre missions infructueuses, passant au total 60 jours en mer sans aucun résultat.
Le 5 octobre 1938, il est affecté à la flottille de l'École de commandement.
En 1940, il est basé à Trapani, au sein du VIIIe groupe de sous-marins. Après l'entrée de l'Italie dans la Seconde Guerre mondiale, il effectue sa première mission entre l'îlot de Gaudo (Grèce) et Ras el Tin (Libye), sous le commandement du capitaine de corvette Salvatore Todaro,. Le 20 ou le 29 juin 1940, alors qu'il rentre à la base, il est mitraillé et visé par des bombes - près du Cap Spartivento - par un hydravion Short Sunderland. Le sous-marin réagit avec ses mitrailleuses, frappant l'hydravion et le forçant à battre en retraite,.
Entre les 21 et 22 juillet 1941, il est envoyé entre Pantelleria et Malte avec trois autres sous-marins, pour s'opposer à l'opération britannique "Substance" (qui consiste à envoyer un convoi de ravitaillement à Malte). Il aperçoit le convoi britannique et la Force H et lance le signal de découverte, mais il n'a aucun moyen d'attaquer.
Entre la fin juillet et le début août, il est à nouveau envoyé entre Pantelleria et Malte pour contrer une autre opération de ravitaillement maltaise, le "Style", mais il ne voit pas les unités britanniques.
Au total, le sous-marin a effectué 11 missions offensives-exploratoires et 8 missions de transfert, parcourant au total 10 193 milles nautiques (18 877 km) en surface et 1 381 milles nautiques (2 557 km) sous l'eau,.
Le 16 mars 1942, il est affecté à l'école de sous-marins de Pula, pour laquelle il effectue 203 missions d'entraînement jusqu'au 15 juillet 1943,.
Il a ensuite été placé dans le chantier naval de Brindisi pour être modernisé, et dans l'état où il se trouve au moment de l'armistice du 8 septembre 1943 (Armistice de Cassibile),.
En 1944, après l'achèvement des travaux, il est utilisé pour former les navires d'escorte alliés, déplaçant sa base à plusieurs reprises (d'abord Brindisi, puis Tarente et enfin Palerme).
Il effectue également une mission de raid dans les territoires occupés par l'Allemagne, sous le commandement du lieutenant de vaisseau Gaspare Cavallina .
Abandonné à la fin de la guerre, il a été mis hors service le 1er février 1948, puis mis au rebut.